# Orietta Mancia
Tullia Orietta Mancia (Roma, 26 ottobre 1968) è un'ex mezzofondista italiana.

## Biografia
È stata due volte campionessa italiana assoluta nei 10 000 metri e tre volte nelle staffette lunghe (una nella 4×800 metri e due nella 4×1500 metri).

## Record nazionali

### Allieve
- 10 000 metri: 36'10"3 (1º settembre 1985)[1][2]

## Palmarès
| Anno | Manifestazione    | Sede    | Evento        | Risultato | Prestazione | Note                          |
| ---- | ----------------- | ------- | ------------- | --------- | ----------- | ----------------------------- |
| 1986 | Mondiali juniores | Atene   | 10000 m piani | 5ª        | 35'16"96    | Miglior prestazione personale |
| 1990 | Europei indoor    | Glasgow | 1500 m piani  | dq        | dq          |                               |
| 1991 | Mondiali di cross | Anversa | Individuale   | 89ª       | 22'17"      |                               |
| 1992 | Mondiali di cross | Boston  | Individuale   | 55ª       | 22'34"      |                               |
| 1994 | Europei di cross  | Alnwick | Individuale   | 43ª       | 15'32"      |                               |
| 1994 | Europei di cross  | Alnwick | A squadre     | 5ª        | 62 p.       |                               |
| 1995 | Mondiali di cross | Durham  | Individuale   | 89ª       | 22'12"      |                               |

## Campionati nazionali
- 2 volte campionessa italiana assoluta dei 10 000 metri (1990, 1992)
- 1 volta campionessa italiana assoluta nella staffetta 4×800 metri (1995)
- 2 volte campionessa italiana assoluta della staffetta 4×1500 metri (1994, 1995)

1986
- Oro ai campionati italiani juniores di corsa campestre - 11'07"

1988
- 4ª ai campionati italiani assoluti, 3000 m piani - 9'13"47
- 22ª ai campionati italiani di maratonina - 1h21'54"

1989
- 5ª ai campionati italiani di maratonina - 1h17'24"

1990
- Oro ai campionati italiani assoluti di atletica leggera, 10 000 metri - 33'28"44

1991
- Argento ai campionati italiani assoluti, 3000 m piani - 9'11"20
- 6ª ai campionati italiani di corsa campestre - 21'37"

1992
- Oro ai campionati italiani assoluti di atletica leggera, 10 000 metri - 33'34"84
- 4ª ai campionati italiani di corsa campestre - 20'35"

1993
- 5ª ai campionati italiani assoluti, 3000 m piani - 9'13"88
- 7ª ai campionati italiani di maratonina - 1h15'36"

1994
- Oro ai campionati italiani assoluti di atletica leggera, staffetta 4×1500 metri - 17'58"73[3]
- 4ª ai campionati italiani assoluti, 10000 m piani - 34'04"72

1995
- Oro ai campionati italiani assoluti di atletica leggera, staffetta 4×800 metri - 8'46"58[4]
- Oro ai campionati italiani assoluti di atletica leggera, staffetta 4×1500 metri - 17'43"79[5]
- Bronzo ai campionati italiani assoluti, 5000 m piani - 16'15"57
- Argento ai campionati italiani di corsa campestre - 23'26"
- 6ª ai campionati italiani di maratonina - 1h18'32"

1997
- 6ª ai campionati italiani assoluti, 5000 m piani - 16'06"13
- 8ª ai campionati italiani di corsa campestre - 20'50"

1998
- 5ª ai campionati italiani assoluti, 10000 m piani - 34'37"33

## Altre competizioni internazionali
1987
- 6ª al Golden Gala ( Roma), 1500 m piani - 4'24"34

1988
- 4ª alla Roma-Ostia ( Roma) - 1h17'55"
- 9ª alla Cinque Mulini ( San Vittore Olona) - 20'53"1
- Bronzo al Cross della Vallagarina ( Villa Lagarina) - 15'56"4

1990
- 9ª al Golden Gala ( Bologna), 5000 m piani - 16'09"64

1991
- Bronzo al Campaccio ( San Giorgio su Legnano) - 18'37"
- Argento al Cross della Vallagarina ( Villa Lagarina) - 15'33"
- 5ª al Cross di Alà dei Sardi ( Alà dei Sardi) - 14'23"

1992
- 5ª al Cross di Alà dei Sardi ( Alà dei Sardi)

1993
- 4ª alla Roma-Ostia ( Roma) - 1h17'22"
- 13ª al Golden Gala ( Roma), 3000 m piani - 9'04"68
- 18ª alla Cinque Mulini ( San Vittore Olona) - 21'02"

1994
- 17ª al Golden Gala ( Roma), 3000 m piani - 9'21"05

1995
- Oro ai Mondiali militari di corsa campestre ( Mayport) - 17'14"
- 9ª al Campaccio ( San Giorgio su Legnano) - 21'49"
- 6ª al Cross di Alà dei Sardi ( Alà dei Sardi) - 18'12"

1996
- 5ª al Campaccio ( San Giorgio su Legnano) - 23'13"
- Argento al Cross della Vallagarina ( Villa Lagarina) - 15'46"

1997
- Bronzo ai Mondiali militari di corsa campestre ( Dakar)
- 9ª al Campaccio ( San Giorgio su Legnano) - 23'09"

1998
- 7ª ai Mondiali militari di corsa campestre ( Curragh Camp)